# Dhambalin
Dhambalin ("media montaña cortada verticalmente") es un sitio arqueológico en la provincia central de Sahil en Somalilandia . El refugio de roca arenisca contiene arte rupestre que representa varios animales, como vacas y cabras con cuernos, así como jirafas, un animal que ya no se encuentra en el país. El sitio también presenta las imágenes más antiguas conocidas de ovejas en Somalilandia. Descubierto en otoño de 2007, los residentes de Beenyo Dhaadheer informaron sobre el arte rupestre al arqueólogo somalí Sada Mire, director del Departamento de Arqueología del Ministerio de Turismo y Cultura de Somalilandia.
El sitio arqueológico data de hace más de 5000 años. Las imágenes proporcionan un vínculo importante con el arte rupestre del Cuerno de África, particularmente en su representación de sus culturas pastoriles y su fauna.
El sitio está en peligro debido a la falta de arreglos de seguridad adecuados. Aunque el estudio arqueológico se realizó con fondos de la ONU, el reconocimiento del sitio como Patrimonio de la Humanidad por la UNESCO no es factible en esta etapa ya que Somalilandia no está reconocida como una nación independiente y tampoco ratificó la Convención del Patrimonio Mundial de 1972.

## Geografía
Está situado aproximadamente 40 millas (64,4 km) del Mar Rojo. El pueblo más cercano es Beenyo Dhaadheer, un pequeño pueblo rural a unos 60 kilómetros al este de la ciudad portuaria de Berbera. La parte inferior de la roca de abrigo de arenisca está cubierta por arena. La arenisca es frágil y afectada por la corrosión. Debido a la erosión del viento y la porosidad, porciones de los fragmentos de roca se rompen mientras que las pinturas son visibles en las ruinas restantes.

## Características
| "Todos estamos de acuerdo en que este es un descubrimiento importante." (Lazare Eloundou Assomo, Jefe de África, Centro del Patrimonio Mundial de la UNESCO, 2011)— |

Las pinturas multicapa cubren un área de aproximadamente 4 x 12 metros (4,4 x 13,1 yd) . Son del estilo etíope-árabe y datan de 5000-3000 antes del presente. Se observan similitudes con el arte rupestre en Jilib Rihin y Haadh que Sada Mire encontró en la región de Togdheer también en 2007. Las pinturas policromadas del estilo árabe-etíope neolítico o protohistórico representan las primeras pinturas de ovejas en la arqueología somalí y también muchas de antílopes, perros, jirafas, serpientes y una tortuga con y también sin humanos. Hay de ocho a diez personas representadas, generalmente como parte de escenas de caza, con arco y flecha; están rodeados de vida silvestre. Uno de los cazadores está representado con el pelo suelto y con un tocado, acompañado de dos perros. Otro cazador se sienta sobre un animal, posiblemente un caballo; la representación de humanos montando a los animales con las manos levantadas se interpreta en el sentido de adorar al ganado. Dos figuras humanas son claramente masculinas y tienen los brazos extendidos. Una figura humanoide está pintada de blanco con una cabeza grande en comparación con el cuerpo; posiblemente un niño. En comparación con los animales, las personas están pintadas menos realistas.
La mayoría de los animales se muestran de perfil. De la vida silvestre, hay al menos ocho jirafas (que ahora están extintas en Somalia) en diferentes colores, una tortuga, antílopes, leones, serpientes, un animal parecido a un babuino y un gato salvaje. Catorce ovejas son claramente identificables con una forma típica, cabeza, nariz y patas delgadas. Tres de ellos están pintados de rojo con un cinturón blanco alrededor de la cintura, mientras que los once restantes son de color blanco con elementos decorativos rojos. A diferencia de las ovejas que se encuentran hoy en Somalilandia, no tienen la cabeza negra. Los bovinos son de diferentes colores y tamaños, pero suelen representarse como vacas con las ubres llenas ya veces acompañadas de terneros y también algunas sin joroba y sin cabeza. Se muestran varios toros y al menos cinco cabras. Otras bandas llamativas dibujadas en el lomo y el vientre de las vacas atestiguan las tradiciones agrícolas de la gente.

## Galería

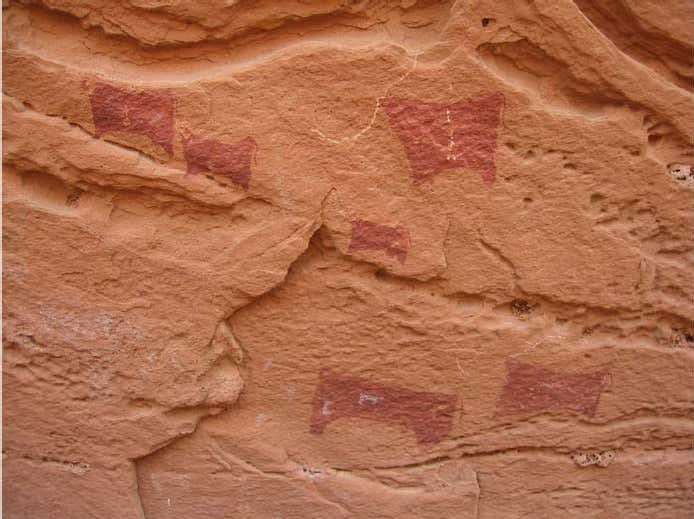
Pinturas policromadas de bovinos incluidos los decapitados
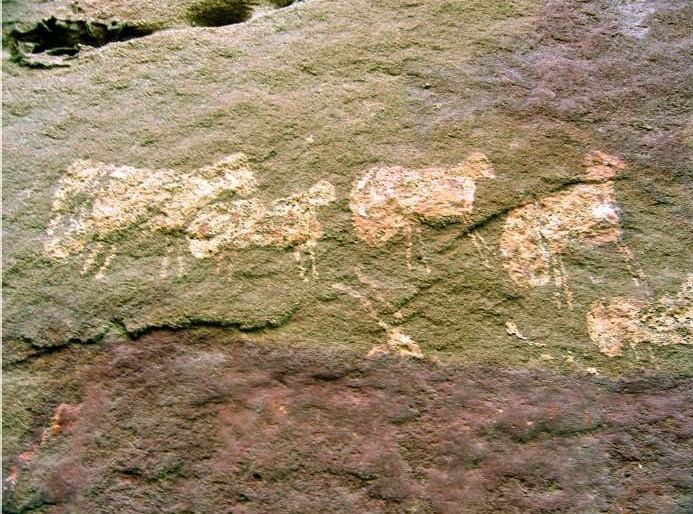
Primeras representaciones de ovejas en la arqueología somalí en Dhambalin
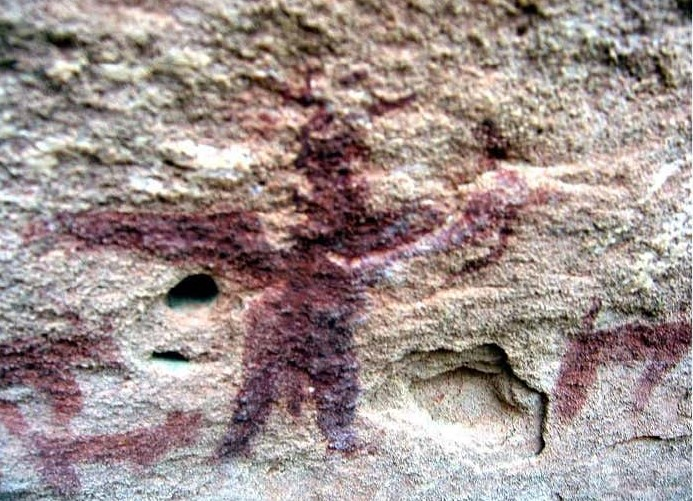
Figura humana con sombrero y portando arco y flecha, cazando con perros.
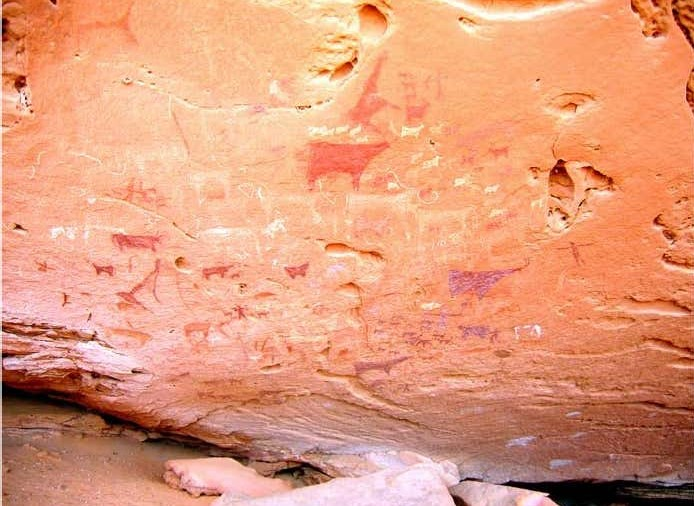
El gran panel de Dhambalin
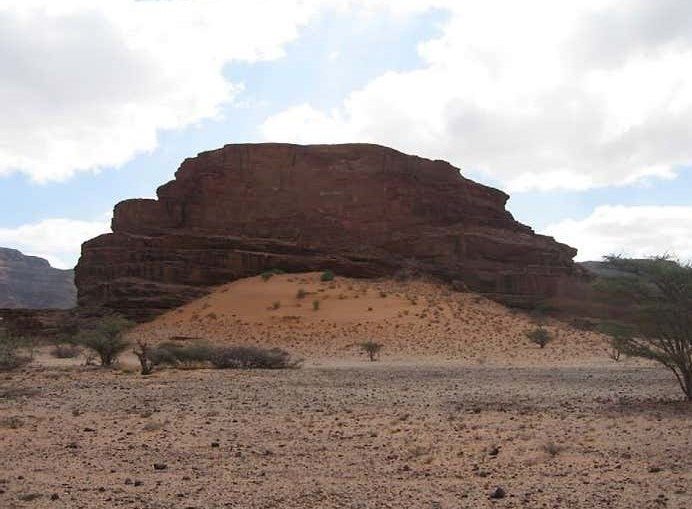
El refugio rocoso de arenisca de Dhambalin
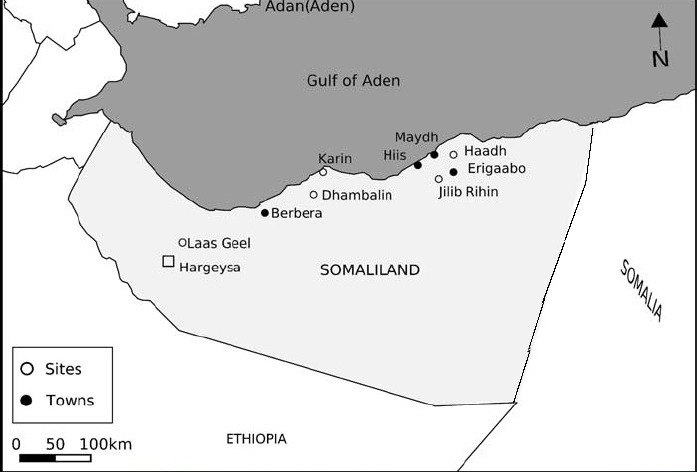
Ubicación de Dhambalin en Somalilandia